# Cadel Evans Great Ocean Road Race Women de 2019
A 5.ª edição da clássica ciclista Cadel Evans Great Ocean Road Race Women foi uma carreira na Austrália que se celebrou a 26 de janeiro de 2019 sobre um percurso de 113,3 km.
A carreira fez parte do Calendário UCI Feminino de 2019 como concorrência de categoria UCI 1.1 e foi vencida pela ciclista cubana Arlenis Sierra da equipa Astana Women's. O pódio completaram-no, as ciclistas australianas Lucy Kennedy e Amanda Spratt, ambas da equipa Mitchelton Scott.

## Equipas participantes
Tomaram parte na carreira 15 equipas dos quais 10 foram equipas de categoria UCI Women's Team, 2 selecções nacionais e 3 equipas regionais e de clubes. As equipas participantes foram:
| Equipes femininas profissionais (10)- Alé Cipollini - Astana Women's - BePink - CCC-Liv - Doltcini-Van Eyck Sport - Mitchelton-Scott - Rally UHC Cycling Women - Swapit Agolico - Tibco-Silicon Valley Bank - Trek-Segafredo Equipe nacional- Nova Zelândia translation for headoftableIII_translate index 39 not found- Korda Mentha Real Estate Australia Equipes regionais e clubes (3)- Gusto StepFWD KOM - Specialized Women's Racing - Sydney University |
| |

## Classificação final
As classificações finalizaram da seguinte forma:
| \| Classificação geral \| Classificação geral \| Classificação geral \| Classificação geral \| Classificação geral \| \| Ciclista \| Ciclista \| Equipe \| Tempo \| \| \| ------------------- \| ---------------------- \| ---------------------------------- \| ------------------- \| ------------------- \| \| 1. \| Arlenis Sierra \| Astana Women's Team \| 3h07m10s \| \| \| 2. \| Lucy Kennedy \| Mitchelton-Scott \| + 19s \| \| \| 3. \| Amanda Spratt \| Mitchelton-Scott \| + 19s \| \| \| 4. \| Ashleigh Moolman Pasio \| CCC-Liv \| + 34s \| \| \| 5. \| Elisa Longo Borghini \| Trek-Segafredo \| + 34s \| \| \| 6. \| Brodie Chapman \| Tibco-Silicon Valley Bank \| + 34s \| \| \| 7. \| Rachel Neylan \| Korda Mentha Real Estate Australia \| + 39s \| \| \| 8. \| Emily Herfoss \| Korda Mentha Real Estate Australia \| + 55s \| \| \| 9. \| Ruth Winder \| Trek-Segafredo \| + 55s \| \| \| 10. \| Grace Brown \| Mitchelton-Scott \| + 55s \| \| |                        |                                    |          |
| |                        |                                    |          |
| Fonte: ProCyclingStats |                        |                                    |          |
| Classificação geral |                        |                                    |          |
| Ciclista | Ciclista               | Equipe                             | Tempo    |
| 1. | Arlenis Sierra         | Astana Women's Team                | 3h07m10s |
| 2. | Lucy Kennedy           | Mitchelton-Scott                   | + 19s    |
| 3. | Amanda Spratt          | Mitchelton-Scott                   | + 19s    |
| 4. | Ashleigh Moolman Pasio | CCC-Liv                            | + 34s    |
| 5. | Elisa Longo Borghini   | Trek-Segafredo                     | + 34s    |
| 6. | Brodie Chapman         | Tibco-Silicon Valley Bank          | + 34s    |
| 7. | Rachel Neylan          | Korda Mentha Real Estate Australia | + 39s    |
| 8. | Emily Herfoss          | Korda Mentha Real Estate Australia | + 55s    |
| 9. | Ruth Winder            | Trek-Segafredo                     | + 55s    |
| 10. | Grace Brown            | Mitchelton-Scott                   | + 55s    |